# エカテリーナ・スヴィリナ
エカテリーナ・スヴィリナ（ロシア語: Екатерина Свирина、ラテン翻字：Ekaterina Svirina）は、ロシアの女性フィギュアスケートアイスダンス選手。1993年世界ジュニア選手権優勝。パートナーはセルゲイ・サフノフスキーとウラジミール・レルフ。

## 経歴
セルゲイ・サフノフスキーとのカップルを組み、1992-1993年シーズンに行われた世界ジュニア選手権に初出場し、優勝を果たす。翌1993-1994年シーズンの世界ジュニア選手権では2位となり、連覇を果たすことはできなかった。シーズン終了後にセルゲイ・サフノフスキーとのカップルを解消し、エカテリーナ・スヴィリナは一時スケートを離れた。のちにウラジミール・レルフとカップルを結成し、1996-1997年シーズンにはシニアの国際大会へ出場。ネーベルホルン杯で優勝を果たしたが、再び解散。

## 主な戦績
| 大会/年            | 1992-93 | 1993-94 | 1994-95 | 1995-96 | 1996-97 |
| ------------------ | ------- | ------- | ------- | ------- | ------- |
| ネーベルホルン杯   |         |         |         |         | 1       |
| フィンランディア杯 |         |         |         |         | 2       |
| 世界Jr.選手権      | 1       | 2       |         |         |         |